# Sierra de Pradales
Sierra de Pradales este o arie protejată (arie specială de conservare — SAC, sit de importanță comunitară — SCI) din Spania întinsă pe o suprafață de 1.333,46 ha, integral pe uscat.

## Localizare
Centrul sitului Sierra de Pradales este situat la coordonatele 41°26′59″N 3°48′10″W / 41.4497°N 3.8028°V.

## Înființare
Situl Sierra de Pradales a fost declarat sit de importanță comunitară în februarie 2004 pentru a proteja 1 specie de plante și 1 specie de animale. Situl a fost protejat și ca arie specială de conservare în septembrie 2015.

## Biodiversitate
Situată în ecoregiunea mediteraneană, aria protejată conține 10 habitate naturale: Păduri iberice de Quercus faginea și Quercus canariensis, Pseudostepă cu ierburi și specii anuale de Thero-Brachypodietea, Galerii de Salix alba și de Populus alba, Păduri de stejar galițio-portugheze cu Quercus robur și Quercus pyrenaica, Păduri termofile cu Fraxinus angustifolia, Pajiști umede mediteraneene cu ierburi înalte de Molinio-Holoschoenion, Pajiști cu Molinia pe soluri calcaroase, turboase sau argilos-nămoloase (Molinion caeruleae), Lacuri și iazuri distrofice naturale, Mlaștini turboase de tranziție și turbării mișcătoare, Mlaștini alcaline.
La baza desemnării sitului se află mai multe specii protejate:
- plante (1): Apium repens
- mamifere (1): lupul (Canis lupus)

Pe lângă speciile protejate, pe teritoriul sitului au mai fost identificate 6 specii de plante, 1 specie de amfibieni, 2 specii de mamifere.